# Australian Open 2019 (turniej legend mężczyzn)
Australian Open 2019 – turniej legend mężczyzn – zawody deblowe legend mężczyzn, rozgrywane w ramach pierwszego w sezonie wielkoszlemowego turnieju tenisowego, Australian Open. Zmagania miały miejsce pomiędzy 19–25 stycznia na twardych kortach Melbourne Park w Melbourne.

## Drabinka

#### Klucz
- w/o – walkower
- k – krecz
- d – dyskwalifikacja
- Q – kwalifikant
- WC – dzika karta
- LL – szczęśliwy przegrany
- Alt – zawodnik zastępczy
- PR – ochrona rankingu
- SE – specjalna przepustka
- ITF – ranking ITF
- JE – ranking juniorski

### Faza finałowa
|  |       |                                    |   |   |  |
|  | Finał |                                    |   |   |  |
|  |       |                                    |   |   |  |
|  |       |                                    |   |   |  |
|  |       |                                    |   |   |  |
|  |       | Jonas Björkman Thomas Johansson    | 3 | 2 |  |
|  |       | Jonas Björkman Thomas Johansson    | 3 | 2 |  |
|  |       | Mansour Bahrami Mark Philippoussis | 4 | 4 |  |
|  |       | Mansour Bahrami Mark Philippoussis | 4 | 4 |  |
|  |       |                                    |   |   |  |

### Grupa Laver
|  |                                 | John McEnroe Patrick McEnroe | Henri Leconte Todd Woodbridge | Jonas Björkman Thomas Johansson | Michael Chang Jacco Eltingh | Mecze W–L | Sety W–L | Gemy W–L | Miejsce |
|  | John McEnroe Patrick McEnroe    |                              | 4:1, 4:3(2)                   | 3:4(4), 4:3(4), 4:2             | 4:3(1), 4:2                 | 3–0       | 6–1      | 27–18    | 1.      |
|  | Henri Leconte Todd Woodbridge   | 1:4, 3:4(2)                  |                               | 4:3(3), 2:4, 2:4                | 4:2, 2:4, 4:1               | 1–2       | 3–5      | 22–26    | 3.      |
|  | Jonas Björkman Thomas Johansson | 4:3(4), 3:4(4), 2:4          | 3:4(3), 4:2, 4:2              |                                 | 4:2, 4:3(4)                 | 2–1       | 5–3      | 28–24    | 2.      |
|  | Michael Chang Jacco Eltingh     | 3:4(1), 2:4                  | 2:4, 4:2, 1:4                 | 2:4, 3:4(4)                     |                             | 0–3       | 1–6      | 17–26    | 4.      |

### Grupa Rosewall
|  |                                    | Thomas Enqvist Mats Wilander | Wayne Ferreira Goran Ivanišević | Pat Cash Mark Woodforde | Mansour Bahrami Mark Philippoussis | Mecze W–L | Sety W–L | Gemy W–L | Miejsce |
|  | Thomas Enqvist Mats Wilander       |                              | 4:3(4), 4:1                     | 3:4(4), 4:1, 2:4        | 4:3(4), 1:4, 4:2                   | 2–1       | 5–3      | 26–22    | 1.      |
|  | Wayne Ferreira Goran Ivanišević    | 3:4(4), 1:4                  |                                 | 1:4, 4:1, 4:2           | 1:4, 4:2, 3:4(1)                   | 1–2       | 3–5      | 21–25    | 3.      |
|  | Pat Cash Mark Woodforde            | 4:3(4), 1:4, 4:2             | 4:1, 1:4, 2:4                   |                         | 1:4, 3:4(3)                        | 1–2       | 3–5      | 20–26    | 4.      |
|  | Mansour Bahrami Mark Philippoussis | 3:4(4), 4:1, 2:4             | 4:1, 2:4, 4:3(1)                | 4:1, 4:3(3)             |                                    | 2–1       | 5–3      | 27–21    | 2.      |